# Clasificación para la Copa Asiática 2004
La clasificación para la Copa Asiática 2004 se desarrolló entre marzo y diciembre de 2003.
El campeón vigente, Japón y el anfitrión del torneo, China, no participaron en el torneo clasificatorio al tener sus cupos asegurados.
De los 45 países miembro de la Confederación Asiática de Fútbol (AFC) no tomaron parte Camboya y Filipinas. En total, 41 países hicieron parte de esta instancia.

## Eliminatoria preliminar

### Grupo 1
| Pos. | Equipo       | Pts. | PJ | G | E | P | GF | GC | Dif. | Clasificación          |
| ---- | ------------ | ---- | -- | - | - | - | -- | -- | ---- | ---------------------- |
| 1    | Birmania     | 6    | 2  | 2 | 0 | 0 | 7  | 0  | +7   | Grupo de Clasificación |
| 2    | Maldivas (H) | 1    | 2  | 0 | 1 | 1 | 1  | 3  | −2   |                        |
| 3    | Brunéi       | 1    | 2  | 0 | 1 | 1 | 1  | 6  | −5   |                        |

 Fuente: 
| 21-3-2003 | Brunéi     | 1–1 | Maldivas     | Nacional, Malé |  |
|           | Fadlin 59' |     | Ali Umar 42' |                |  |

| 23-3-2003 | Birmania                                                            | 5–0 | Brunéi | Nacional, Malé |  |
|           | Win Htike 10' · Aung Kyaw Moe 14' · Yan Paing 45' 66' · Lwin Oo 75' |     |        |                |  |

| 25-3-2003 | Maldivas | 0–2 | Birmania                    | Nacional, Malé |  |
|           |          |     | Win Htike 52' · Zaw Zaw 65' |                |  |

### Grupo 2
| Pos. | Equipo         | Pts. | PJ | G | E | P | GF | GC | Dif. | Clasificación          |
| ---- | -------------- | ---- | -- | - | - | - | -- | -- | ---- | ---------------------- |
| 1    | Sri Lanka (H)  | 6    | 2  | 2 | 0 | 0 | 5  | 3  | +2   | Grupo de Clasificación |
| 2    | China Taipéi   | 3    | 2  | 1 | 0 | 1 | 4  | 2  | +2   |                        |
| 3    | Timor Oriental | 0    | 2  | 0 | 0 | 2 | 2  | 6  | −4   |                        |

 Fuente: 
| 21-3-2003 | Timor Oriental                                  | 2–3 | Sri Lanka                             | Colombo Racecourse, Colombo |  |
|           | Mohammad Hamza 3' (a.g.) · F.J.G.R.M Cabral 81' |     | Kasun Jayasuriya 36' · Channa 44' 89' |                             |  |

| 23-3-2003 | China Taipéi                    | 3–0 | Timor Oriental | Colombo Racecourse, Colombo |  |
|           | H.C. Ming 7' 9' · C.J. Ming 33' |     |                |                             |  |

| 25-3-2003 | Sri Lanka                    | 2–1 | China Taipéi | Colombo Racecourse, Colombo |  |
|           | S.R. Kumara 13' · Channa 78' |     | Yen C.W. 47' |                             |  |

### Grupo 3
| Pos. | Equipo     | Pts. | PJ | G | E | P | GF | GC | Dif. | Clasificación          |
| ---- | ---------- | ---- | -- | - | - | - | -- | -- | ---- | ---------------------- |
| 1    | Nepal (H)  | 3    | 2  | 1 | 0 | 1 | 4  | 2  | +2   | Grupo de Clasificación |
| 2    | Kirguistán | 3    | 2  | 1 | 0 | 1 | 3  | 2  | +1   |                        |
| 3    | Afganistán | 3    | 2  | 1 | 0 | 1 | 2  | 5  | −3   |                        |

 Fuente: 
| 16-3-2003 | Kirguistán     | 1–2 | Afganistán                       | Dasarath Rangasala Stadium, Katmandú                     |                                                          |
|           | Zhumagulov 63' |     | Tahir Shah 25' · Farid Azami 76' | Asistencia: 1,000 espectadores Árbitro(s): Jehangir Khan | Asistencia: 1,000 espectadores Árbitro(s): Jehangir Khan |

| 18-3-2003 | Afganistán | 0–4 | Nepal                                                        | Dasarath Rangasala Stadium, Katmandú |  |
|           |            |     | Nirajan Rayamajhi 35' · Hari Khadka 39' 87' · Dipak Lama 90' |                                      |  |

| 20-3-2003 | Nepal | 0–2 | Kirguistán            | Dasarath Rangasala Stadium, Katmandú                     |                                                          |
|           |       |     | Pryanishnikov 27' 45' | Asistencia: 5,000 espectadores Árbitro(s): Rizwan Ul Haq | Asistencia: 5,000 espectadores Árbitro(s): Rizwan Ul Haq |

### Grupo 4
| Pos. | Equipo        | Pts. | PJ | G | E | P | GF | GC | Dif. | Clasificación          |
| ---- | ------------- | ---- | -- | - | - | - | -- | -- | ---- | ---------------------- |
| 1    | Hong Kong (H) | 4    | 2  | 1 | 1 | 0 | 7  | 3  | +4   | Grupo de Clasificación |
| 2    | Laos          | 3    | 2  | 1 | 0 | 1 | 3  | 6  | −3   |                        |
| 3    | Bangladesh    | 1    | 2  | 0 | 1 | 1 | 3  | 4  | −1   |                        |

 Fuente: 
| 25-3-2003 | Laos             | 1–5 | Hong Kong                                                             | Hong Kong Stadium, Hong Kong |  |
|           | Phaphouvanin 66' |     | Chan Chi Hong 17' 35' · Kwok Yue Hung 47' · Au Wai Lun 59' (pen.) 82' |                              |  |

| 27-3-2003 | Bangladés    | 1–2 | Laos                               | Hong Kong Stadium, Hong Kong |  |
|           | Farhad 90+1' |     | Ponephachan 30' · Phaphouvanin 37' |                              |  |

| 30-3-2003 | Hong Kong                                  | 2–2 | Bangladés              | Hong Kong Stadium, Hong Kong |  |
|           | Au Wai Lun 44' (pen.) · Szeto Man Chun 45' |     | Titu 66' · Hossain 77' |                              |  |

### Grupo 5
| Pos. | Equipo       | Pts. | PJ | G | E | P | GF | GC | Dif. | Clasificación          |
| ---- | ------------ | ---- | -- | - | - | - | -- | -- | ---- | ---------------------- |
| 1    | Singapur (H) | 6    | 2  | 2 | 0 | 0 | 5  | 0  | +5   | Grupo de Clasificación |
| 2    | Pakistán     | 3    | 2  | 1 | 0 | 1 | 3  | 3  | 0    |                        |
| 3    | Macao        | 0    | 2  | 0 | 0 | 2 | 0  | 5  | −5   |                        |

 Fuente: 
| 21-3-2003 | Macao | 0–3 | Pakistán                   | Estadio Jalan Besar, Singapur |  |
|           |       |     | Ahmed 27' 65' · Rassol 51' |                               |  |

| 23-3-2003 | Singapur              | 2–0 | Macao | Estadio Jalan Besar, Singapur |  |
|           | Baksin 23' · Daud 58' |     |       |                               |  |

| 25-3-2003 | Pakistán | 0–3 | Singapur               | Estadio Jalan Besar, Singapur |  |
|           |          |     | Daud 8' 35' · Shah 66' |                               |  |

### Grupo 6
| Pos. | Equipo    | Pts. | PJ | G | E | P | GF | GC | Dif. | Clasificación          |
| ---- | --------- | ---- | -- | - | - | - | -- | -- | ---- | ---------------------- |
| 1    | Bután (H) | 4    | 2  | 1 | 1 | 0 | 6  | 0  | +6   | Grupo de Clasificación |
| 2    | Mongolia  | 4    | 2  | 1 | 1 | 0 | 5  | 0  | +5   |                        |
| 3    | Guam      | 0    | 2  | 0 | 0 | 2 | 0  | 11 | −11  |                        |

 Fuente: 
| 23-4-2003 | Guam | 0–6 | Bután                                                                      | Changlimithang Stadium, Thimphu |  |
|           |      |     | Dorji 32' 35' · Chhetri 59' · Tshering 76' (pen.) · Chopel 88' · Nedup 89' |                                 |  |

| 25-4-2003 | Mongolia                                                 | 5–0 | Guam | Changlimithang Stadium, Thimphu |  |
|           | Bat-Yalalt 20' · Tögsbayar 26' 56' 90' · Lümbengarav 61' |     |      |                                 |  |

| 27-4-2003 | Bután | 0–0 | Mongolia | Changlimithang Stadium, Thimphu |  |

### Grupo 7
| Equipo 1        | Agr. | Equipo 2 | Ida | Vuelta |
| --------------- | ---- | -------- | --- | ------ |
| Corea del Norte | 3–1  | India    | 2-0 | 1–1    |

| 24-3-2003 | Corea del Norte      | 2–0 | India | Kim Il-sung Stadium, Pionyang, Corea del Norte |  |
|           | Choe So-hyok 44' 70' |     |       |                                                |  |

| 30-3-2003 | India            | 1–1 | Corea del Norte  | Estadio Fatorda, Margao, India |  |
|           | I.M. Vijayan 29' |     | Choe Hyun-yu 85' |                                |  |

## Grupos de clasificación

### Grupo A
Los partidos se jugaron en Uzbekistán y Tailandia.
| Pos. | Equipo         | Pts. | PJ | G | E | P | GF | GC | Dif. | Clasificación |
| ---- | -------------- | ---- | -- | - | - | - | -- | -- | ---- | ------------- |
| 1    | Uzbekistán (H) | 13   | 6  | 4 | 1 | 1 | 13 | 6  | +7   | Clasificados  |
| 2    | Tailandia (H)  | 9    | 6  | 3 | 0 | 3 | 10 | 7  | +3   | Clasificados  |
| 3    | Tayikistán     | 8    | 6  | 2 | 2 | 2 | 3  | 5  | −2   |               |
| 4    | Hong Kong      | 4    | 6  | 1 | 1 | 4 | 3  | 11 | −8   |               |

 Fuente: 
| 6 de noviembre de 2003 | Tayikistán   | 1–0 | Tailandia | Pakhtakor Stadium, Taskent |  |
|                        | Fuzailov 79' |     |           |                            |  |

| 6 de noviembre de 2003 | Uzbekistán                                    | 4–1 | Hong Kong         | Pakhtakor Stadium, Tashkent   |                               |
|                        | Akopyants 1' · Shishelov 17' 67' · Soliev 28' |     | Law Chun Bong 45' | Árbitro(s): Suresh Srinivasan | Árbitro(s): Suresh Srinivasan |

| 8 de noviembre de 2003 | Hong Kong | 0–0 | Tayikistán | Pakhtakor Stadium, Taskent    |  |
|                        |           |     |            | Asistencia: 1500 espectadores |  |

| 8 de noviembre de 2003 | Tailandia | 0–3 | Uzbekistán                        | Pakhtakor Stadium, Taskent   |                              |
|                        |           |     | Shatskikh 23' · Shishelov 27' 70' | Árbitro(s): Moghaddam Rahimi | Árbitro(s): Moghaddam Rahimi |

| 10 de noviembre de 2003 | Hong Kong                             | 2–1 | Tailandia    | Pakhtakor Stadium, Taskent |  |
|                         | Cheung Sai Ho 28' · Wong Chun Yue 69' |     | Thonglao 64' |                            |  |

| 10 de noviembre de 2003 | Uzbekistán | 0–0 | Tayikistán | Pakhtakor Stadium, Taskent                                      |  |
|                         |            |     |            | Asistencia: 16,000 espectadores Árbitro(s): Salah Amim Mohammed |  |

| 17 de noviembre de 2003 | Tailandia                                              | 4–0 | Hong Kong | Rajamangala Stadium, Bangkok |  |
|                         | Noywech 24' · Thonglao 35' · Chaikamdee 79' 88' (pen.) |     |           |                              |  |

| 17 de noviembre de 2003 | Uzbekistán                                    | 4–1 | Tayikistán    | Rajamangala Stadium, Bangkok |  |
|                         | Shishelov 8' 36' · Kapadze 50' · Koshelev 61' |     | Burkhanov 65' |                              |  |

| 19 de noviembre de 2003 | Tayikistán | 0–1 | Tailandia   | Rajamangala Stadium, Bangkok |  |
|                         |            |     | Chaiman 83' |                              |  |

| 19 de noviembre de 2003 | Hong Kong | 0–1 | Uzbekistán   | Rajamangala Stadium, Bangkok |  |
|                         |           |     | Shirshov 32' |                              |  |

| 21 de noviembre de 2003 | Hong Kong | 0–1 | Tayikistán    | Rajamangala Stadium, Bangkok |  |
|                         |           |     | Muhidinov 68' |                              |  |

| 21 de noviembre de 2003 | Tailandia                                                   | 4–1 | Uzbekistán   | Rajamangala Stadium, Bangkok    |                                 |
|                         | Noywech 38' · Surasiang 56' · Thongman 78' · Chaikamdee 81' |     | Koshelev 88' | Asistencia: 25,000 espectadores | Asistencia: 25,000 espectadores |

### Grupo B
| Pos. | Equipo    | Pts. | PJ | G | E | P | GF | GC | Dif. | Clasificación |
| ---- | --------- | ---- | -- | - | - | - | -- | -- | ---- | ------------- |
| 1    | Kuwait    | 16   | 6  | 5 | 1 | 0 | 17 | 5  | +12  | Clasificados  |
| 2    | Qatar     | 11   | 6  | 3 | 2 | 1 | 10 | 6  | +4   | Clasificados  |
| 3    | Singapur  | 4    | 6  | 1 | 1 | 4 | 3  | 11 | −8   |               |
| 4    | Palestina | 2    | 6  | 0 | 2 | 4 | 3  | 11 | −8   |               |

 Fuente: 
| 4 de septiembre de 2003 | Singapur       | 1–3 | Kuwait                       | National, Singapur              |                                 |
|                         | Goncalves 50'' |     | Neda 10' · Al-Mutawa 67' 90' | Asistencia: 10,500 espectadores | Asistencia: 10,500 espectadores |

| 14 de septiembre de 2003 | Kuwait                    | 2–1 | Catar         | Mohammed Al-Hamad Stadium, Hawalli, Kuwait |                                 |
|                          | Abdullah 56' · Wabran 85' |     | Al-Ghanem 27' | Asistencia: 20,000 espectadores            | Asistencia: 20,000 espectadores |

| 20 de septiembre de 2003 | Catar          | 2–2 | Kuwait                    | Qatar SC Stadium, Doha, Catar |  |
|                          | Bechir 21' 82' |     | Redha 26' · Al Ateeqi 71' |                               |  |

| 24 de septiembre de 2003 | Palestina   | 1–1 | Catar        | Qatar SC Stadium, Doha, Catar |  |
|                          | Mansour 90' |     | Abdullah 47' |                               |  |

| 27 de septiembre de 2003 | Kuwait                                           | 4–0 | Singapur | Kuwait City Stadium, Kuwait City, Kuwait |  |
|                          | Abdullah 25' 78' · Al-Mutawa 47' · Abdulreda 53' |     |          |                                          |  |

| 27 de septiembre de 2003 | Catar                      | 2–1 | Palestina  | Qatar SC Stadium, Doha, Catar |  |
|                          | Mohyeddin 68' · Hamzah 90' |     | Abdala 77' |                               |  |

| 5 de octubre de 2003 | Kuwait                     | 2–1 | Palestina | Mohammed Al-Hamad Stadium, Hawalli, Kuwait |                                |
|                      | Wabran 25' · Al-Mutawa 59' |     | Amer 72'  | Árbitro(s): Abdullah Al-Harasi             | Árbitro(s): Abdullah Al-Harasi |

| 8 de octubre de 2003 | Palestina | 0–4 | Kuwait                                      | Mohammed Al-Hamad Stadium, Hawalli, Kuwait |                                |
|                      |           |     | Abdullah 36' 57' (pen.) · Al-Mutawa 42' 46' | Árbitro(s): Muslim Al-Boloushi             | Árbitro(s): Muslim Al-Boloushi |

| 19 de octubre de 2003 | Singapur               | 2–0 | Palestina | Jalan Besar Stadium, Singapur                             |                                                           |
|                       | Juraimi 18' · Shah 88' |     |           | Asistencia: 2,787 espectadores Árbitro(s): Sarkar Subrata | Asistencia: 2,787 espectadores Árbitro(s): Sarkar Subrata |

| 22 de octubre de 2003 | Palestina | 0–0 | Singapur | Jalan Besar Stadium, Singapur                             |  |
|                       |           |     |          | Asistencia: 3,076 espectadores Árbitro(s): Anura de Silva |  |

| 19 de noviembre de 2003 | Catar                    | 2–0 | Singapur | Qatar SC Stadium, Doha, Catar |  |
|                         | Bechir 10' · Mustafa 28' |     |          |                               |  |

| 29 de noviembre de 2003 | Singapur | 0–2 | Catar                 | Jalan Besar Stadium, Singapur |  |
|                         |          |     | Koni 42' · Bechir 55' |                               |  |

### Grupo C
| Pos. | Equipo             | Pts. | PJ | G | E | P | GF | GC | Dif. | Clasificación |
| ---- | ------------------ | ---- | -- | - | - | - | -- | -- | ---- | ------------- |
| 1    | Arabia Saudita (H) | 18   | 6  | 6 | 0 | 0 | 31 | 1  | +30  | Clasificados  |
| 2    | Indonesia          | 10   | 6  | 3 | 1 | 2 | 9  | 13 | −4   | Clasificados  |
| 3    | Yemen              | 7    | 6  | 2 | 1 | 3 | 15 | 15 | 0    |               |
| 4    | Bután              | 0    | 6  | 0 | 0 | 6 | 0  | 26 | −26  |               |

 Fuente: 
| 6 de octubre de 2003 | Arabia Saudita                                                                | 7–0     | Yemen | Prince Abdullah Al Faisal Stadium, Jeddah |                             |
|                      | Al Bashah 16' 18' 24' 35' · Noor 65' · Al-Shalhoub 73' (pen.) · Al-Meshal 80' | Reporte |       | Árbitro(s): Basel Al-Hajjar               | Árbitro(s): Basel Al-Hajjar |

| 6 de octubre de 2003 | Indonesia                   | 2–0 | Bután | Prince Abdullah Al Faisal Stadium, Jeddah |  |
|                      | Dwi Yulianto 19' · Arif 48' |     |       |                                           |  |

| 8 de octubre de 2003 | Yemen | 0–3 | Indonesia                 | Prince Abdullah Al Faisal Stadium, Jeddah |  |
|                      |       |     | Nawawi 51' 89' · Arif 70' |                                           |  |

| 8 de octubre de 2003 | Arabia Saudita                                                              | 6–0     | Bután | Prince Abdullah Al Faisal Stadium, Jeddah |  |
|                      | Al Bashah 7' · Jumaa 9' 25' · Al-Qahtani 28' · Al-Janoubi 43' · Wadaani 90' | Reporte |       |                                           |  |

| 10 de octubre de 2003 | Arabia Saudita                            | 5–0     | Indonesia | Prince Abdullah Al Faisal Stadium, Jeddah |                             |
|                       | Al-Meshal 38' 55' 56' · Al Bashah 47' 49' | Reporte |           | Árbitro(s): Mohamad Mansour               | Árbitro(s): Mohamad Mansour |

| 10 de octubre de 2003 | Bután | 0–8 | Yemen                                                                                                  | Prince Abdullah Al Faisal Stadium, Jeddah |  |
|                       |       |     | Bashi 20' 25' 82' · Al-Habibshi 35' · S. Al-Shiri 59' · A. Al-Shiri 59' · Al-Salemi 67' 88' · Aziz 74' |                                           |  |

| 13 de octubre de 2003 | Yemen     | 1–3     | Arabia Saudita                                            | Prince Abdullah Al Faisal Stadium, Jeddah |                             |
|                       | Bashi 12' | Reporte | Al-Montashari 18' · Al-Waked 20' · Al-Shalhoub 82' (pen.) | Árbitro(s): Mohamad Mansour               | Árbitro(s): Mohamad Mansour |

| 13 de octubre de 2003 | Bután | 0–2 | Indonesia                | Prince Abdullah Al Faisal Stadium, Jeddah |  |
|                       |       |     | Ivakdalam 19' · Arif 33' |                                           |  |

| 15 de octubre de 2003 | Indonesia                | 2–2 | Yemen                             | Prince Abdullah Al Faisal Stadium, Jeddah |  |
|                       | Ivakdalam 12' (pen.) 38' |     | Al-Salimi 1' (pen.) · Al-Amki 56' |                                           |  |

| 15 de octubre de 2003 | Bután | 0–4     | Arabia Saudita                      | Prince Abdullah Al Faisal Stadium, Jeddah |                                      |
|                       |       | Reporte | Jumaa 3' 24' 80' · Temim 44' (pen.) | Árbitro(s): Jaafaar Mahdi Al-Khabbaz      | Árbitro(s): Jaafaar Mahdi Al-Khabbaz |

| 17 de octubre de 2003 | Indonesia | 0–6     | Arabia Saudita                                                                  | Prince Abdullah Al Faisal Stadium, Jeddah |                            |
|                       |           | Reporte | Al-Meshal 21' 86' · Al-Shalhoub 45' · Nood 58' · Al-Dosary 87' · Al-Janoubi 89' | Árbitro(s): Nail Lutfullin                | Árbitro(s): Nail Lutfullin |

| 17 de octubre de 2003 | Yemen                                          | 4–0 | Bután | Prince Abdullah Al Faisal Stadium, Jeddah |  |
|                       | Al.Jajjam 3' 20' · Al-Amki 33' · Al-Salimi 81' |     |       |                                           |  |

### Grupo D
| Pos. | Equipo          | Pts. | PJ | G | E | P | GF | GC | Dif. | Clasificación |
| ---- | --------------- | ---- | -- | - | - | - | -- | -- | ---- | ------------- |
| 1    | Irán            | 15   | 6  | 5 | 0 | 1 | 16 | 5  | +11  | Clasificados  |
| 2    | Jordania        | 15   | 6  | 5 | 0 | 1 | 13 | 6  | +7   | Clasificados  |
| 3    | Líbano          | 4    | 6  | 1 | 1 | 4 | 2  | 8  | −6   |               |
| 4    | Corea del Norte | 1    | 6  | 0 | 1 | 5 | 2  | 14 | −12  |               |

 Fuente: 
| 4 de septiembre de 2003 | Corea del Norte | 0–1     | Líbano    | Kim Il-sung Stadium, Pionyang, Corea del Norte |                                  |
|                         |                 | Reporte | Farah 56' | Asistencia: 95, 000 espectadores               | Asistencia: 95, 000 espectadores |

| 5 de septiembre de 2003 | Irán                                     | 4–1 | Jordania | Azadi Stadium, Terán, Irán |  |
|                         | Daei 45' 90' · Nekounam 75' · Mobali 80' |     | Salim 2' |                            |  |

| 26 de septiembre de 2003 | Jordania                                   | 3–2 | Irán                         | Estadio Internacional de Amán, Amán, Jordania |  |
|                          | Salim 41' · Shelbaieh 45' · Al-Shaqran 81' |     | Golmohammadi 6' · Majidi 59' |                                               |  |

| 17 de octubre de 2003 | Jordania       | 1–0 | Líbano | Estadio Internacional de Amán, Amán, Jordania |  |
|                       | Aqel 8' (pen.) |     |        |                                               |  |

| 27 de octubre de 2003 | Corea del Norte     | 1–3 | Irán                          | Kim Il-sung Stadium, Pionyang, Corea del Norte |                                 |
|                       | Myong Song-Chol 61' |     | Karimi 47' 79' · Navidkia 87' | Asistencia: 30,000 espectadores                | Asistencia: 30,000 espectadores |

| 3 de noviembre de 2003 | Líbano     | 1–1 | Corea del Norte   | Saida International Stadium, Beirut, Líbano |  |
|                        | Hamieh 59' |     | Kim Yong-chol 62' |                                             |  |

| 12 de noviembre de 2003 | Líbano | 0–2 | Jordania                       | Saida International Stadium, Beirut, Líbano |  |
|                         |        |     | Al-Sheikh 37' · Al-Shaqran 65' |                                             |  |

| 12 de noviembre de 2003 | Irán            | 3–0 (Acreditado) | Corea del Norte | Azadi Stadium, Terán, Irán |  |
| | Daei 57' (pen.) |                  |                 |                            |  |
| El partido fue abandonado al minuto 61 luego de que los jugadores de Corea del Norte abandonaran el campo por la pirotecnia lanzada desde la gradería; a pesar de la insistencia del árbitro para que regresaran al partido, Corea del Norte se rehusó. El partido terminó con victoria acreditada para Irán con marcador de 3-0, pero Irán su siguiente partido oficial de competición FIFA o de la AFC lo debía de jugar a puerta cerrada. |                 |                  |                 |                            |  |

| 18 de noviembre de 2003 | Jordania                                    | 3–0 | Corea del Norte | Estadio Internacional de Amán, Amán, Jordania |  |
|                         | Shelbaieh 7' · Al-Shboul 89' · Al-Zboun 90' |     |                 |                                               |  |

| 19 de noviembre de 2003 | Líbano | 0–3 | Irán                                              | Saida International Stadium, Beirut, Líbano |  |
|                         |        |     | Daei 38' (pen.) · Golmohammadi 61' · Nikbakht 80' |                                             |  |

| 28 de noviembre de 2003 | Irán     | 1–0 | Líbano | Azadi Stadium, Terán, Irán |  |
|                         | Daei 27' |     |        |                            |  |

| 28 de noviembre de 2003 | Corea del Norte | 0–3 (Acreditado) | Jordania | Kim Il-sung Stadium, Pionyang, Corea del Norte |  |
| |                 |                  |          | Asistencia: - espectadores                     |  |
| El partido no se jugó debido a que los oficiales de migración de Corea del Norte no le otorgaron visas al equipo de Jordania, por lo que les fue negada la entrada al país. El partido fue acreditado como victoria por marcador de 3–0 para Jordania y Corea del Norte fue suspendido de las competiciones de la AFC y de la clasificación para la Copa Asiática 2007. |                 |                  |          |                                                |  |

### Grupo E
| Pos. | Equipo            | Pts. | PJ | G | E | P | GF | GC | Dif. | Clasificación |
| ---- | ----------------- | ---- | -- | - | - | - | -- | -- | ---- | ------------- |
| 1    | Omán (H)          | 15   | 6  | 5 | 0 | 1 | 24 | 2  | +22  | Clasificados  |
| 2    | Corea del Sur (H) | 12   | 6  | 4 | 0 | 2 | 30 | 4  | +26  | Clasificados  |
| 3    | Vietnam           | 9    | 6  | 3 | 0 | 3 | 8  | 13 | −5   |               |
| 4    | Nepal             | 0    | 6  | 0 | 0 | 6 | 0  | 43 | −43  |               |

 Fuente: 
| 25 de septiembre de 2003 | Nepal | 0–7 | Omán                                                                        | Munhak Stadium, Incheon |  |
|                          |       |     | Bashir 2' 25' · Hadid 4' 12' · Mudhafar 6' · Al-Maimani 51' · Al-Dhabit 59' |                         |  |

| 25 de septiembre de 2003 | Vietnam | 0–5 | Corea del Sur                                                                             | Munhak Stadium, Incheon                                          |                                                                  |
|                          |         |     | Lee Ki-Hyung 35' · Cho Jae-Jin 49' · Kim Do-Hoon 68' · Kim Dae-Ui 72' · Woo Sung-Yong 86' | Asistencia: 14,327 espectadores Árbitro(s): Subash Anthony Lazar | Asistencia: 14,327 espectadores Árbitro(s): Subash Anthony Lazar |

| 27 de septiembre de 2003 | Vietnam                                                                  | 5–0 | Nepal | Munhak Stadium, Incheon |  |
|                          | Pham Van Quyen 14' 23' 36' · Nguyen Tuan Phong 22' · Phan Thanh Binh 90' |     |       |                         |  |

| 27 de septiembre de 2003 | Corea del Sur     | 1–0 | Omán | Munhak Stadium, Incheon                                     |                                                             |
|                          | Choi Sung-Kuk 46' |     |      | Asistencia: 18,750 espectadores Árbitro(s): Masayoshi Okada | Asistencia: 18,750 espectadores Árbitro(s): Masayoshi Okada |

| 29 de septiembre de 2003 | Omán                                                         | 6–0 | Vietnam | Munhak Stadium, Incheon |  |
|                          | Zayid 12' 56' 65' · Al-Dhabit 27' 49' · Badar Al-Maimani 88' |     |         |                         |  |

| 29 de septiembre de 2003 | Corea del Sur | 16–0 | Nepal | Munhak Stadium, Incheon                                    |                                                            |
|                          | Kim Dae-Eui 18' 37' · Woo Sung-Yong 21' 46' 48' · Park Jin-Sub 22' 28' 64' 67' 89' · Lee Eul-Yong 54' · Lee Kwan-Woo 57' · Kim Do-Hoon 75' 84' 86' · Chung Kyung-Ho 80' |      |       | Asistencia: 6,521 espectadores Árbitro(s): Masayoshi Okada | Asistencia: 6,521 espectadores Árbitro(s): Masayoshi Okada |

| 19 de octubre de 2003 | Nepal | 0–6 | Omán                                                     | Sultan Qaboos Sports Complex, Mascate |  |
|                       |       |     | Bashir 18' 62' 82' · Shaaban 20' · Hadid 44' · Saleh 78' |                                       |  |

| 19 de octubre de 2003 | Corea del Sur | 0–1 | Vietnam            | Sultan Qaboos Sports Complex, Mascate                         |                                                               |
|                       |               |     | Pham Van Quyen 74' | Asistencia: 25,000 espectadores Árbitro(s): Panya Hanlumyaung | Asistencia: 25,000 espectadores Árbitro(s): Panya Hanlumyaung |

| 21 de octubre de 2003 | Vietnam                                      | 2–0 | Nepal | Sultan Qaboos Sports Complex, Mascate |  |
|                       | Nguyen Minh Phuong 49' · Phan Thanh Binh 50' |     |       |                                       |  |

| 21 de octubre de 2003 | Omán                                   | 3–1 | Corea del Sur                          | Sultan Qaboos Sports Complex, Mascate |                                 |
|                       | Al-Dhabit 60' · Saleh 64' · Bashir 88' |     | Chung Kyung-Ho 49' · Woo Sung-Yong 91' | Asistencia: 22,000 espectadores       | Asistencia: 22,000 espectadores |

| 24 de octubre de 2003 | Corea del Sur                                                                              | 7–0 | Nepal | Sultan Qaboos Sports Complex, Mascate |                              |
|                       | Cho Jae-Jin 1' · Lee Ki-Hyung 5' 51' · Kim Do-Hoon 15' (pen.) 31' 33' · Chung Kyung-Ho 51' |     |       | Asistencia: 100 espectadores          | Asistencia: 100 espectadores |

| 24 de octubre de 2003 | Omán                      | 2–0 | Vietnam | Sultan Qaboos Sports Complex, Mascate |  |
|                       | Al-Dhabit 47' · Hadid 68' |     |         |                                       |  |

### Grupo F
| Pos. | Equipo      | Pts. | PJ | G | E | P | GF | GC | Dif. | Clasificación |
| ---- | ----------- | ---- | -- | - | - | - | -- | -- | ---- | ------------- |
| 1    | Irak        | 13   | 6  | 4 | 1 | 1 | 16 | 4  | +12  | Clasificados  |
| 2    | Baréin (H)  | 13   | 6  | 4 | 1 | 1 | 14 | 9  | +5   | Clasificados  |
| 3    | Malasia (H) | 5    | 6  | 1 | 2 | 3 | 9  | 12 | −3   |               |
| 4    | Birmania    | 3    | 6  | 1 | 0 | 5 | 4  | 18 | −14  |               |

 Fuente: 
| 8 de octubre de 2003 | Irak                               | 5–1 | Baréin     | Bukit Jalil Stadium, Kuala Lumpur                           |                                                             |
|                      | Mahmoud 5' 48' 69' 83' · Swadi 25' |     | Farhan 71' | Asistencia: 350 espectadores Árbitro(s): Kazuhiko Matsumura | Asistencia: 350 espectadores Árbitro(s): Kazuhiko Matsumura |

| 8 de octubre de 2003 | Malasia                                               | 4–0 | Birmania | Bukit Jalil Stadium, Kuala Lumpur                       |                                                         |
|                      | Hazman 34' 80' · Cassidy 67' · Tun Lin Soe 86' (a.g.) |     |          | Asistencia: 5,500 espectadores Árbitro(s): Yang Ziqiang | Asistencia: 5,500 espectadores Árbitro(s): Yang Ziqiang |

| 10 de octubre de 2003 | Birmania         | 1–3 | Baréin                            | Bukit Jalil Stadium, Kuala Lumpur                           |                                                             |
|                       | Soe Myat Min 77' |     | Yousef 14' · Hubail 49' · Ali 76' | Asistencia: 800 espectadores Árbitro(s): Santhan Nagalingam | Asistencia: 800 espectadores Árbitro(s): Santhan Nagalingam |

| 10 de octubre de 2003 | Malasia | 0–0 | Irak | Bukit Jalil Stadium, Kuala Lumpur                               |  |
|                       |         |     |      | Asistencia: 8,500 espectadores Árbitro(s): Khantama Adunyachart |  |

| 12 de octubre de 2003 | Irak                                  | 3–0 | Birmania | Bukit Jalil Stadium, Kuala Lumpur                     |                                                       |
|                       | Obeid 39' · Mnajed 50' · Mohammed 86' |     |          | Asistencia: 500 espectadores Árbitro(s): Yang Ziqiang | Asistencia: 500 espectadores Árbitro(s): Yang Ziqiang |

| 12 de octubre de 2003 | Malasia                 | 2–2 | Baréin                | Bukit Jalil Stadium, Kuala Lumpur                             |                                                               |
|                       | Shukor 80' · Misbah 90' |     | Jalal 6' · Husain 45' | Asistencia: 8,000 espectadores Árbitro(s): Kazuhiko Matsumura | Asistencia: 8,000 espectadores Árbitro(s): Kazuhiko Matsumura |

| 20 de octubre de 2003 | Irak                                         | 5–1 | Malasia  | Bahrain National Stadium, Manama                                 |                                                                  |
|                       | Hashim 20' · Mahmoud 36' 45' 63' · Fawzi 70' |     | Omar 53' | Asistencia: 500 espectadores Árbitro(s): Mohammed Omar Al-Saeedi | Asistencia: 500 espectadores Árbitro(s): Mohammed Omar Al-Saeedi |

| 20 de octubre de 2003 | Baréin                                                      | 4–0 | Birmania | Bahrain National Stadium, Manama                               |                                                                |
|                       | Al Marzooqi 22' · Ali 27' · Jalal 45' · Farhan 45+2' (pen.) |     |          | Asistencia: 8,000 espectadores Árbitro(s): Abdullah Al-Harrasi | Asistencia: 8,000 espectadores Árbitro(s): Abdullah Al-Harrasi |

| 22 de octubre de 2003 | Birmania    | 1–3 | Irak                                      | Bahrain National Stadium, Manama                            |                                                             |
|                       | Zaw Zaw 45' |     | Hassan 38' · Rahim 66' · Swadi 89' (pen.) | Asistencia: 300 espectadores Árbitro(s): Farajollah Yasrebi | Asistencia: 300 espectadores Árbitro(s): Farajollah Yasrebi |

| 22 de octubre de 2003 | Baréin                          | 3–1 | Malasia        | Bahrain National Stadium, Manama                       |                                                        |
|                       | Ali 30' 45' · Yousef 43' (pen.) |     | Mahayuddin 37' | Asistencia: 9,000 espectadores Árbitro(s): Talat Najem | Asistencia: 9,000 espectadores Árbitro(s): Talat Najem |

| 24 de octubre de 2003 | Birmania                            | 2–1 | Malasia  | Bahrain National Stadium, Manama                               |                                                                |
|                       | Soe Myat Min 25' · Saari 43' (o.g.) |     | Omar 86' | Asistencia: 1,000 espectadores Árbitro(s): Abdullah Al-Harrasi | Asistencia: 1,000 espectadores Árbitro(s): Abdullah Al-Harrasi |

| 24 de octubre de 2003 | Baréin     | 1–0 | Irak | Bahrain National Stadium, Manama                                    |                                                                     |
|                       | Hubail 12' |     |      | Asistencia: 17,000 espectadores Árbitro(s): Mohammed Omar Al-Saaedi | Asistencia: 17,000 espectadores Árbitro(s): Mohammed Omar Al-Saaedi |

### Grupo G
| Pos. | Equipo                 | Pts. | PJ | G | E | P | GF | GC | Dif. | Clasificación |
| ---- | ---------------------- | ---- | -- | - | - | - | -- | -- | ---- | ------------- |
| 1    | Turkmenistán           | 14   | 6  | 4 | 2 | 0 | 10 | 2  | +8   | Clasificados  |
| 2    | Emiratos Árabes Unidos | 13   | 6  | 4 | 1 | 1 | 13 | 5  | +8   | Clasificados  |
| 3    | Siria                  | 7    | 6  | 2 | 1 | 3 | 16 | 10 | +6   |               |
| 4    | Sri Lanka              | 0    | 6  | 0 | 0 | 6 | 1  | 23 | −22  |               |

 Fuente: 
| 15 de octubre de 2003 | Siria                                            | 5–0 | Sri Lanka | Estadio Abbasiyyin, Damasco, Siria |  |
|                       | Mando 34' 82' · Al-Sayed 54' 84' · Al-Khatib 73' |     |           |                                    |  |

| 18 de octubre de 2003 | Sri Lanka | 0–8 | Siria                                                                           | Estadio Abbasiyyin, Damasco, Siria |  |
|                       |           |     | Al-Khatib 40' 49' 55' · Al-Sayed 45' 65' · Mando 60' · Nabil Al Shahmeh 80' 83' |                                    |  |

| 19 de octubre de 2003 | Turkmenistán    | 1–0 | UAE | Ashgabat Stadium, Asjabad, Turkmenistán |  |
|                       | V. Bayramov 43' |     |     |                                         |  |

| 30 de octubre de 2003 | UAE       | 1–1 | Turkmenistán    | Sharjah Stadium, Sharjah, EAU |  |
|                       | Matar 58' |     | N. Bayramov 41' |                               |  |

| 7 de noviembre de 2003 | Siria         | 1–3 | UAE                                | Estadio Abbasiyyin, Damasco, Siria |  |
|                        | Al-Khatib 50' |     | Yaslam 74' · Srour 80' · Jumaa 89' |                                    |  |

| 9 de noviembre de 2003 | Turkmenistán | 1–0 | Sri Lanka | Balkanabat Stadium, Balkanabat, Turkmenistán |  |
|                        | Agabayew 9'  |     |           |                                              |  |

| 12 de noviembre de 2003 | Sri Lanka | 0–3 | Turkmenistán                 | Ashgabat Stadium, Asjabad, Turkmenistán |  |
|                         |           |     | Kuliyev 11' 36' · Urazow 21' |                                         |  |

| 14 de noviembre de 2003 | UAE                                | 3–1 | Siria    | Sharjah Stadium, Sharjah, EAU |  |
|                         | Yaslam 45' · Omar 63' · Rashed 78' |     | Rafe 36' |                               |  |

| 18 de noviembre de 2003 | UAE                                      | 3–1 | Sri Lanka  | DSC Stadium, Dubái, EAU |  |
|                         | Omar 11' (pen.) · Khater 40' · Matar 61' |     | Channa 31' |                         |  |

| 22 de noviembre de 2003 | Sri Lanka | 0–3 | UAE                        | DSC Stadium, Dubái, EAU |  |
|                         |           |     | Jumaa 45+2' 79' · Omar 87' |                         |  |

| 28 de noviembre de 2003 | Siria    | 1–1 | Turkmenistán | Aleppo International Stadium, Aleppo, Siria |  |
|                         | Sari 10' |     | Urazow 16'   |                                             |  |

| 3 de diciembre de 2003                                                                                     | Turkmenistán | 3–0 (acreditado) | Siria | Ashgabat Stadium, Asjabad, Turkmenistán |  |
| |              |                  |       | Asistencia: - espectadores              |  |
| Siria no se presentó al partido, por lo que se le acreditó la victoria a Turkmenistán con marcador de 3-0. |              |                  |       |                                         |  |